# Прити Бају (Флорида)
Прити Бају (енгл. Pretty Bayou) пописом одређено насељено место у америчкој савезној држави Флорида.

## Демографија
По попису из 2010. године број становника је 3.206, што је 313 (-8,9%) становника мање него 2000. године.
| Група             | 2000.         | 2010.         |
| Белци             | 3.266 (92,8%) | 2.863 (89,3%) |
| Афроамериканци    | 94 (2,7%)     | 100 (3,1%)    |
| Азијати           | 47 (1,3%)     | 59 (1,8%)     |
| Хиспаноамериканци | 57 (1,6%)     | 107 (3,3%)    |
| Укупно            | 3.519         | 3.206         |